# Johan Lodewijk II van Anhalt-Zerbst
Johan Lodewijk II van Anhalt-Zerbst (Dornburg, 23 juni 1688 - Zerbst, 5 november 1746) was van 1704 tot aan zijn dood vorst van Anhalt-Zerbst-Dornburg en van 1742 tot aan zijn dood vorst van Anhalt-Zerbst. Hij behoorde tot het huis Ascaniërs.

## Levensloop
Johan Lodewijk II was de oudste zoon van vorst Johan Lodewijk van Anhalt-Zerbst-Dornburg en Christina Eleonora van Zeutsch. 
In 1704 volgde hij zijn vader op als vorst van Anhalt-Zerbst-Dornburg. Hij regeerde gezamenlijk met zijn broers Johan August (overleden in 1709), Christiaan August, Christiaan Lodewijk (overleden in 1710) en Johan Frederik (overleden in 1742). Van 1720 tot 1742 was hij opperlanddrost van Jever, waar hij de Stadskerk liet bouwen.
In 1742 volgde hij zijn neef Johan August op als vorst van Anhalt-Zerbst, in gezamenlijke regering met zijn broer Christiaan August. 
In november 1746 stierf Johan Lodewijk II op 58-jarige leeftijd. Hij was ongehuwd en kinderloos gebleven.